# Фродуальд Караміра
Фродуальд Караміра (руанд. Froduald Karamira; 14 серпня 1947 — 24 квітня 1998, Кігалі) — руандійський політик, засуджений за злочини, пов'язані з організацією та здійсненням геноциду в Руанді у 1994 році, а також поширення ненависницьких висловлювань за ознакою етнічної приналежності. Засуджений до смертної кари руандійським судом і став одним з останніх 24 осіб, страчених у Руанді.

## Біографія

### Ранні роки
Народився в селищі Мушубаті (Руанда-Урунді; нині в секторі Муханга одноименного району Південній провінції Руанди) в сім'ї тутсі. У свідомому віці став частиною хуту, завдяки руандійським традиціям, що допускали перехід і однієї спільності в іншу.

### Політична кар'єра
У період геноциду був віце-президентом і одним з лідерів екстремістського крила партії MDR.
23 жовтня 1993 року в ході публічного виступу вперше використовував термін «влада хуту», який потім став позначенням екстремістів хуту і їх доктрини, одним з головних ідеологів якої і став Караміра. Крім того, він закликав хуту «повстати», «вжити необхідних заходів» і «шукати в собі ворога, який серед нас». Згідно з обвинувальним висновком, він особисто ніс відповідальність за вбивства сотень тутсі, включаючи 13 членів його власної сім'ї. Також було сказано, що він зіграв ключову роль у створенні та забезпеченні зброєю ополчення «Інтерахамве».